# Le Jeu du solitaire
Pour plus de détails, voir Fiche technique et Distribution.
Le Jeu du solitaire est un film français réalisé par Jean-François Adam et sorti en 1976.

## Synopsis
Julien Vogel, un psychiatre parisien, est ébranlé par le suicide d'un adolescent, l’un de ses anciens patients. Cet événement l’incite à se rendre en Provence pour voir son fils Mathieu, confié à la garde de Julie, son ancienne femme psychiquement perturbée. Mathieu a un compagnon de jeu, Robert, un enfant issu de l’Assistance publique. Un matin, on trouve Mathieu mortellement poignardé, flottant dans la piscine...

## Fiche technique
| - Titre d’origine: Le Jeu du solitaire - Réalisation : Jean-François Adam - Scénario : Jean-François Adam - Musique : Georges Delerue - Directeur de la photographie : André Diot - Ingénieurs du son : Alix Comte, Georges Julien - Décorateur : Serge Douy - Monteur : Éric Pluet - Année de tournage : 1975 - Pays de production : France | - Producteur délégué : Denis Mermet - Directeur de production : Alain Coiffier - Sociétés de production : Antenne 2, Hamster Films - Distributeur d’origine : NEF (Nouvelles Éditions de Films - Format : couleur par Eastmancolor — son monophonique — 35 mm - Genre : drame - Durée : 90 minutes - Date de sortie : France 24 novembre 1976 |

## Distribution
- Sami Frey : Julien Vogel
- Alida Valli : Germaine
- Tanya Lopert : Julie
- Emmanuel Ullmo : Matthieu
- Romain Tagli : Robert
- François Perrot : Desmeserets
- Jean-Claude Carrière : Luc
- Sabine Haudepin : une infirmière
- Danielle Chuteaux : une infirmière
- Marie Louise Cabrier : l'employée de maison